# Fritz Spengler
Friedrich „Fritz“ Spengler (* 6. September 1908 in Mannheim; † 10. März 2003 in Weiskirchen) war ein deutscher Feldhandballspieler.
Spengler spielte für den SV Waldhof Mannheim, mit dem er 1933 Deutscher Meister und 1937 Zweiter wurde. Bei den Olympischen Spielen 1936 wirkte Spengler in zwei Spielen mit, beim 10:6-Sieg im Finale gegen Österreich stand er allerdings nicht in der Mannschaft. Insgesamt wirkte er von 1934 bis 1936 in fünf Länderspielen mit.
Nach dem Zweiten Weltkrieg war Fritz Spengler Trainer der Saarländischen Feldhandballnationalmannschaft des selbständigen Saarländischen Handball-Verbandes, der an der Weltmeisterschaft 1952 und der Weltmeisterschaft 1955 mit eigener Mannschaft teilnahm. 1956 war er Trainer der Hallennationalmannschaft in ihrem einzigen Spiel.